# Зірковий свідок (фільм)
«Зірковий свідок» (англ. The Star Witness) — американська драма режисера Вільяма А. Веллмена 1931 року. В 1932 році фільм був номіновано на премію «Оскар» за найкраще літературне першоджерело.

## Сюжет
Сім'я Лідс виявляється проти своєї волі залучена у війну між поліцією і злочинним світом. Вони — єдині свідки подвійного вбивства, скоєного главою мафії Максі Кампосом. Але перш ніж вони встигають що-небудь розповісти органам правопорядку, їх дітей викрадають поплічники Кампоса. Здавалося б, тепер ніщо в світі не змусить заговорити… крім, хіба що, діда, Д. А. Вітлока, принципового ветерана Громадянської війни, який не знає значення слова «відступати»!

## У ролях
- Волтер Г'юстон — Д. А. Вітлок
- Френсіс Старр — Еббі «Ма» Лідс
- Грант Мітчелл — Джордж «Па» Лідс
- Селлі Блейн — Сью Лідс
- Ральф Інс — «Максі» Кампо
- Едвард Дж. Наджент — Джекі Лідс
- Дікі Мур — Нед Лідс
- Нат Пендлтон — Біг Джек
- Джордж Ернест — Донні Лідс
- Расселл Гоптон — заступник Торп
- Чарльз «Чік» Сейл — «Дідусь» Саммрілл